# 래터 데이즈
《래터 데이즈》(Latter Days 래터 데이스[*])는 2003년 공개된 미국의 로맨틱 코미디 영화로, 자신이 게이임을 밝히지 않은 모르몬교 선교사와 커밍아웃한 이웃집 남자와의 관계를 그린 게이 영화이다. 감독과 각본은 C. 제이 콕스이다. 선교사 역에는 스티브 샌드보스가 맡았으며, 이웃인 크리스천은 웨스 램지가 맡았다. 조셉 고든 레빗은 엘더 라이더 역할로 등장하며, 리베카 존슨은 줄리 테일러 역할로 등장하고 있다. 그 외에도 메리 케이 플레이스, 에릭 팔라디노, 앰버 벤슨, 재클린 비셋이 등장한다.
《래터 데이즈》는 필라델피아 국제 게이 & 레즈비언 영화제에서 2003년 7월 10일 상영되었다. 그 후 12주가 지나 미국의 여러 주에서 극장 개봉하였다. 또한, 여러 나라의 LGBT 영화제에 상영되었으며, 극장 개봉도 이루어졌다. 대한민국에서는 극장 개봉을 하지 않았다. 이 영화는 예수 그리스도 후기성도 교회와 동성애 관계를 소재로 한 첫 영화로, 미국의 몇 지역에서는 논란을 일으켰다. 많은 종교 단체들은 영화의 취소를 요구하며 보이콧을 하기도 하였다.
영화에 대한 평은 평론가마다 갈렸지만, 영화제의 참가자들에겐 인기가 많았다. 영화 제작비로 850,000달러가 든 반면, 북아메리카에서는 834,685달러의 수입을 내며 흥행에는 약간 실패하였다. 2004년, 프리랜서 작가 T. 파브리스에 의해 소설화되어 앨리슨 출판사에서 발행되었다.

## 줄거리
젊은 몰몬교 선교사 아론은 동료들과 함께 로스앤젤레스로 파견되어, 자유분방한 게이 크리스티앙과 이웃이 된다. 크리스티앙은 동료들과 내기를 걸고 아론을 유혹하려 하지만, 두 사람은 여러 만남을 통해 가까워진다. 크리스티앙이 다친 것을 아론이 치료해주면서 둘 사이에 미묘한 감정이 흐르지만, 크리스티앙의 가벼운 태도에 실망한 아론은 그를 떠난다. 이후 크리스티앙은 봉사활동을 통해 삶의 의미를 찾으려 노력하고, 아론은 크리스티앙과 관련된 인물인 라일라와 친구가 된다.
아론의 동료 선교사가 사고를 당한 후, 아론은 크리스티앙의 위로에 감정을 주체하지 못하고 키스하게 되고, 이 장면을 동료들에게 들키게 된다. 결국 아론은 고향으로 돌아가게 되고, 크리스티앙은 자신의 행동이 아론에게 상처를 준 것을 후회하며 아론을 찾아 솔트레이크시티 공항으로 간다. 그곳에서 두 사람은 서로의 마음을 확인하고 함께 밤을 보내지만, 다음날 아침 아론은 사라진다.
아론은 고향에서 교회로부터 파문당하고 가족에게 외면받은 후 극심한 절망감에 자살을 시도한다. 아론의 어머니는 크리스티앙에게 아론의 자살 시도 사실을 알리며 원망하고, 크리스티앙은 아론이 죽었다고 생각하며 괴로워한다. 크리스티앙은 아론의 집으로 찾아가 유품인 시계를 전해주고, 아론의 어머니는 시계의 글귀를 통해 크리스티앙의 진심을 뒤늦게 깨닫는다.
한편, 아론은 친구 줄리가 만든 노래를 듣고 크리스티앙을 찾아 로스앤젤레스로 돌아온다. 처음에는 크리스티앙이 자신을 잊었다고 생각했지만, 우연히 식당에서 다시 만나게 된다. 두 사람은 재회하고 서로의 사랑을 재확인하며 행복한 시간을 보낸다.

## 배역

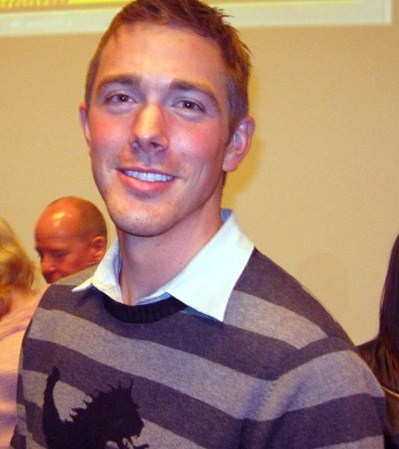
엘더 에런 데이비스 역을 맡은 스티브 샌드보스

- 스티브 샌드보스 - 에런 데이비스 장교 (Elder Aaron Davis): 에런은 아이다호주 포커텔로에서 온 어린 모르몬교의 장교이다. 크리스천과 사랑에 빠지게 되어 사랑과 종교 사이에서 고민하게 되며 선택의 기로에 놓이게 된다.
- 웨스 램지 - 크리스천 윌리엄 마컬리 (Christian William Markelli): 로스앤젤레스에 사는 파티를 즐기는 남자로, 에런을 만나 사랑에 빠지게 된다. DVD 스페셜판에 수록된 영상에서 램지는 "크리스천이라는 캐릭터는 아주 흥미로웠다."라고 말했다.[1]
- 리베카 존슨 - 줄리 테일러 (Julie Taylor): 크리스천의 룸메이트로, 음악 세계에서 일하게 되어 크리스천과 헤어저 뉴욕으로 이동하게 된다.
- 앰버 벤슨 - 트레이시 러바인 (Traci Levine): 배우가 되기 위해 뉴욕에서 로스앤젤레스로 이주한 여자이다. 트레이시는 로스앤젤레스의 생활을 싫어하지만, 나중에는 뉴욕에서의 생활이 더 싫다고 밝힌다.
- 카리 페이턴 - 앤드루 (Andrew): 앤드루는 야심차지만, 릴라의 가십을 즐기며, 험담을 하곤 한다. 앤드루는 에이즈 양성반응이 있었지만, 건강하게 되었다.

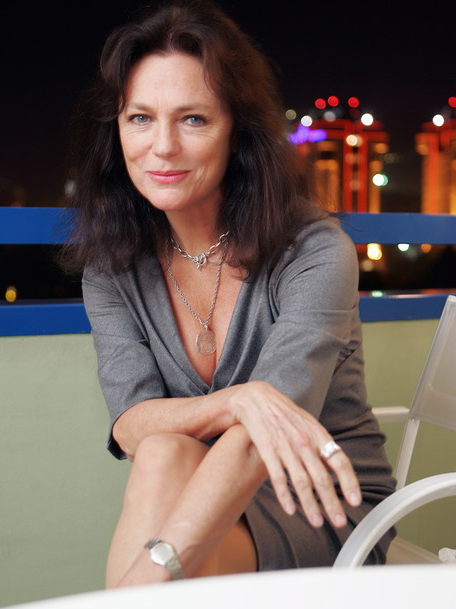
릴라 몽타뉴 역을 맡은 재클린 비셋

- 재클린 비셋 - 릴라 몽타뉴 (Lila Montagne): 릴라는 릴라스(Lila's)라는 레스토랑을 운영하며, 레스토랑에는 크리스천, 트레이시, 줄리, 앤드루가 일하고 있다. 애인이 병에 걸려 죽게 되었지만, 여전히 크리스천과 에런에게 위트있고 풍자적인 충고를 한다.
- 조셉 고든 레빗 - 폴 라이더 장교 (Elder Paul Ryder): 까칠하며, 도덕적인 에런의 파트너 장교이다. 라이더는 로스앤젤레스 생활에 열정적이지 않으며, 이웃의 동성애자조차 관심이 없다. 고든 레빗은 원래 에런 역에 오디션을 봤지만, 최종적으로는 라이더 역할로 캐스팅되었다.[1]
- 롭 매킬헤니 - 하먼 장교 (Elder Harmon): 하먼은 최고 장교이다.
- 데이브 파워 - 길퍼드 장교 (Elder Gilford): 길퍼드 하먼의 파트너이다.
- 에릭 팔라디노 - 키스 그리핀 (Keith Griffin): 키스는 에이즈로 인해 죽어 가는 게이이다. 크리스천이 음식 배달을 하면서 친해지며, 여러 이야기를 나누게 된다.
- 메리 케이 플레이스 - 글래디스 데이비스 자매 (Sister Gladys Davis): 에런의 어머니로, 신앙심이 강하다. 아들 에런에 대한 무조건적인 사랑과 애정을 보여줌에도 불구하고, 에런이 게이란 사실을 받아드릴 수 없게 된다.
- 짐 오틀립 - 패런 대이비스 장교 (Elder Farron Davis): 에런의 아버지로, 포커텔로의 교구장이다. 에런이 게이임이 밝혀지자, 가톨릭교에서 에런을 파문시킨다.
- 린다 파인 - 수전 대이비스 (Susan Davis): 수전은 가족 중 유일하게 에런의 동성애를 인정한다. 에런이 자살 기도하는 것을 밝견하고 패닉에 빠진다.

## 같이 보기
- 몰몬의 책